# HNK Čapljina
HNK Čapljina je hrvatski nogometni klub iz Čapljine, BiH.
HNK Čapljina u bivšoj Jugoslaviji egzistirao pod nazivom Borac. Juniorski i kadetski sastav HNK Čapljine igra u Omladinskoj ligi BiH – Jug, a predpionirski i pionirski u Omladinskoj ligi HNŽ-a.
Poznati igrači koje je izbacila Čapljina su: Nino Bule, Želimir Terkeš, Mladen Bartolović, Boris Raič i drugi. U Čapljini je kratko igrao Marcel Žigante.
Sve do prije nekoliko godina je djelovala i škola Zlatka Križanovića – Vukasa, poznatog trenera koji je ostavio dubok trag u bosanskohercegovačkom, ali i hrvatskom nogometu. 
Stadion "Bjelave" na kojem igra HNK Čapljina ima kapacitet od 1000 sjedećih mjesta.

## Pregled plasmana po sezonama
| Sezona    | Rang | Liga                  | Plasman | Izvori |
| --------- | ---- | --------------------- | ------- | ------ |
| 2016./17. | II.  | Prva liga FBiH        | 5.      | [ 1 ]  |
| 2017./18. | II.  | Prva liga FBiH        | 11.     | [ 2 ]  |
| 2018./19. | II.  | Prva liga FBiH        | 11.     | [ 3 ]  |
| 2019./20. | II.  | Prva liga FBiH        | 5.      | [ 4 ]  |
| 2020./21. | II.  | Prva liga FBiH        | 15. ↓   | [ 5 ]  |
| 2021./22. | III. | Druga liga FBiH – Jug | 2.      | [ 6 ]  |
| 2022./23. | III. | Druga liga FBiH – Jug | 13.     | [ 7 ]  |
| 2023./24. | III. | Druga liga FBiH – Jug | 12.     | [ 8 ]  |
| 2024./25. | III. | Druga liga FBiH – Jug | –       |        |

## Nastupi u Kupu BiH
2012./13.
- šesnaestina finala: HNK Čapljina – FK Borac Banja Luka (I) 1:1 (3:1 p)[10]
- osmina finala: FK Olimpik Sarajevo (I) – HNK Čapljina 0:0, 0:0 (4:1 p)[10]

2015./16.
- šesnaestina finala: FK Mladost DK (I) – HNK Čapljina 2:0

2016./17.
- šesnaestina finala: NK Široki Brijeg (I) – HNK Čapljina 5:0

2021./22.
- šesnaestina finala: HNK Čapljina – FK Radnik Bijeljina (I) 1:2

## Vanjske poveznice
- Službene stranice  Arhivirana inačica izvorne stranice od 13. listopada 2010. (Wayback Machine)